# Cyrtodactylus cryptus
Cyrtodactylus cryptus är en ödleart som beskrevs av  Heidrich, Rösler, Thanh BÖHME och ZIEGLER 2007. Cyrtodactylus cryptus ingår i släktet Cyrtodactylus och familjen geckoödlor. Inga underarter finns listade i Catalogue of Life.